# 志苔館
志苔館（日语：／ Shinori-tate、Shinori-date */?），又稱志濃里館，是位於日本北海道函館市志海苔町和赤坂町的一處城跡，原本是平山城，推測由小林重弘在南北朝時代或小林良景在康正年間（1455年至1457年）時建成，道南十二館之一，日本國史跡，指定面積達19,960.14平方米。

## 位置與規模

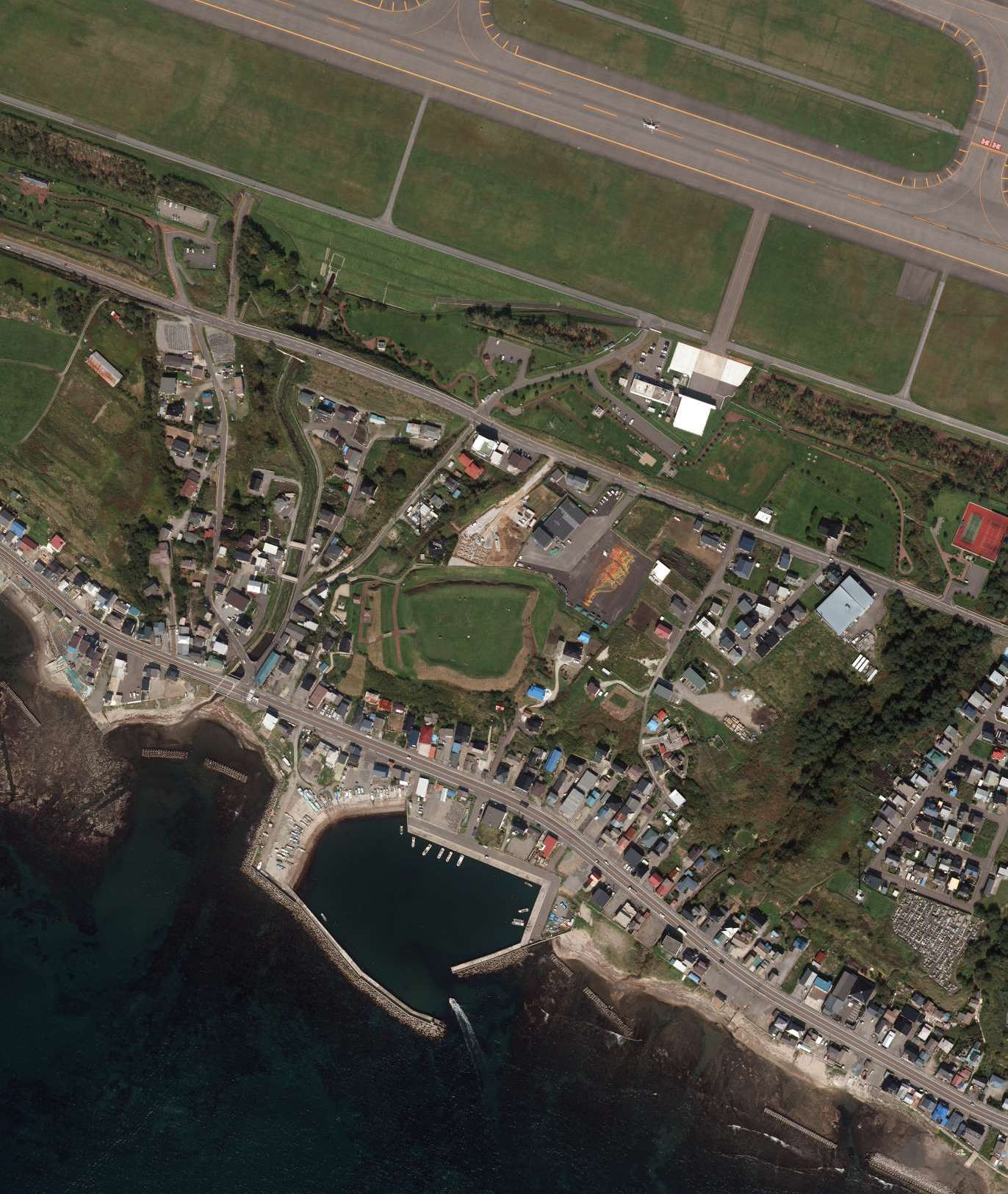
志苔館位於在中央突起部分，北面是函館機場，南面是津輕海峽

志苔館距離函館市中心約9公里，位處於距離海岸線140米，高17至25米高的海岸段丘，東西長約70至80米，南北長約50至65米，東面、南面和北面是土壘，其中東面土壘高12米，設有虎口，南面是10米高的懸崖上建有10米高的土壘，北面高3米，南北土壘的東西均長約70米，與城郭相比，南面土壘高1米至1.5米左右，北面是4米至4.5米，土壘頂部則寬約兩米，西面有兩列土壘，寬約10米，前方土壘高1,8米，後方土壘高2.4米，兩者之間是往南北延伸，深兩米的空堀，西面為大手門兼虎口，土壘內面積達4,100平方米左右。北面和西面的空堀寬5至10米，最大深度達3.5米，形似藥研，其中西面為雙重堀。志苔館的東面曾建有戶井館，南面是志海苔漁港，西南面是志海苔川的河口，北面則是函館機場。

## 歷史

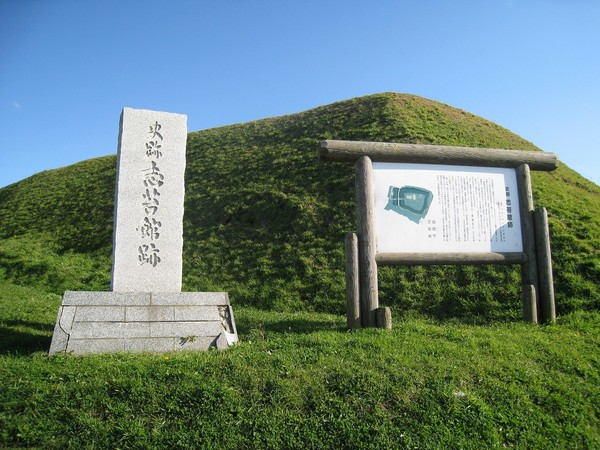
志苔館的史跡指定碑

志苔館在《新羅之記錄》中稱為志濃里之館，《松前家記》中稱為志濃里之城，《福山秘府》中則稱為志乃利，志苔館的名稱源於現行地名。根據《小林家履歷書》記載，小林良景在志濃里興建居城，市川十郎的《蝦夷實地檢考錄》則記載是良景的祖父小林重弘時期開始定居於此。對此，《北海道史蹟名勝天然紀念物調查報告書》指出良景雖然在康正年間（1455年至1457年）以此為根據地，不過在重弘時期小林氏已經定居於蝦夷地，根據《新羅之記錄》記載，由於良景在長享（1457年）時是志濃里之館的城主，因此《日本城郭大系》推測小林氏在良景的祖父輩時便定居於此的話，志苔館的興建時期可以追溯至14世紀初，《北海道大百科事典》則推測是14世紀後半至15世紀初，同時根據《東日流外三郡誌》記載，志苔館在南北朝時代已經存在，儘管此書可靠性低，不過由於《庭訓往來》記載當時宇賀昆布流通於志苔館附近，因此《角川日本地名大辭典》認為志苔館的興建時期也可以追溯至南北朝時代。另外，函館市根據《史跡　志苔館跡—昭和五八至六零年度環境整備事業的發掘調查報告書》指出志苔館建於14世紀末。
根據《新羅之記錄》記載，康正2年（1456年）春天，志濃里的鐵匠與阿伊努人青年就魔切的品質與價格爆發衝突，導致阿伊努人青年被殺，其後志苔館在康正3年5月14日（1457年6月6日）遭到阿伊努人攻擊而一度失守（胡奢麻尹之戰），良景也戰死。永正9年4月16日（1512年5月1日），志苔館在庶野訇峙兄弟之戰中再次失守，良景之子志苔館主小林良定以及志苔館的支館與倉前館主小林季景均戰死。由於良定之子小林良治在永正11年（1514年）轉移至大館，並且出仕於蠣崎光廣，加上之後再沒有關於志苔館的紀錄，因此推測在這時候廢館。1885年，志苔館遺址曾經是志苔小學校的農業現術場，也一度成為大日本帝國陸軍的軍用地，其後由丸中吉田購入而成為私有地。1899年，宇賀小學校的首任校長留目政治為了保存志苔館，希望讓吉田將志苔館遺址的所有權捐贈予宇賀同窗會，全村以中村長次郎為代表向吉田請願，並且獲得吉田同意，名義上由宇賀同窗會會長中宮六藏和澤田源之助購入，1916年時所有人變成中宮龜吉與澤田源之助，兩年後同窗會會長中宮龜吉協助樹立志苔館址碑。1934年8月9日，志苔館獲指定為日本國史跡，其後市立函館博物館學藝員吉崎昌一等人在1967年6月在志苔館展開調查，1977年4月27日指定範圍擴大至外圍的空堀以及附近一帶，同年11月5日，史跡志苔館跡保存會成立。2017年4月6日，志苔館獲日本城郭協會選為續日本100名城之一。

## 出土文物

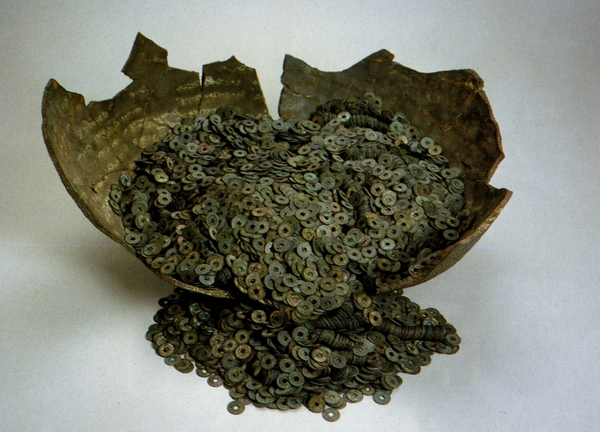
北海道志海苔中世遺構出土錢

1968年7月16日，在北海道道函館戶井尾札部線（現國道278號）的擴建工程施工期間，於志苔館西面土壘約一百米處的志海苔川的左岸河口附近約50厘米深處發現三個大甕，裡面裝有大量古錢，總共93種，達387,514枚，其中歷史最早可以追溯至西漢時期的四銖半兩，最晚是明朝洪武元年（1368年）鑄造的洪武通寶，皇朝十二錢中僅有8種，總共15枚，其餘全數均是渡來錢，當中約九成是北宋錢，有8種超過一萬枚，最多的則是約4萬枚的皇宋通寶，唐錢開元通寶也有約三萬枚，另外亦有少量私鑄錢。大甕方面，三個大甕各自相隔5米左右，按發現順序，從西至東稱為第一、二和三號甕，其中第一和第二號甕是越前古窯產，呈赤褐色，第三號甕則是能登珠洲窯產，為灰釉，由於這些甕均是室町時代初期至中期（14世紀中至後半）的產物，因此古錢也是在同時期埋藏至地底，而函館市則推測埋藏者是小林重弘。至於埋藏理由方面，吉岡康暢和田原良信認為是小林氏考慮到與安藤氏之間的關係下，作為儲蓄的商業資金，另一方面鈴木公雄主張與六道錢有關，橋口定吉和工藤清泰則認為是一種地鎮儀式。2003年5月29日，這些古錢以「北海道志海苔中世遺構出土錢」的名義獲指定為重要文化財，為市立函館博物館的館藏。
1983年至1985年，函館市教育委員會在對志苔館的調查中，發現七座建築物、一處柱穴群、兩處溝狀遺跡、八處柱穴列、四處豎穴樣遺跡、七處土坑、水井、兩扇門、兩處橋墩、四處空堀、土橋和土壘等遺跡，其中建築物有柱間以7尺和6.5尺為基本單位的掘立柱建物，以及以6尺為基本單位的基石建築，志苔館內的建築物的建造時期則大致分為14世紀末至15世紀初、15世紀中和16世紀之後，而位於東北面的一口水井遺跡則深約5米，以「方形隅柱橫棧式」方法建成，在四個角落各置一柱，並且以橫木連接起來，木柱之間各放置一塊木板而成。此外，也出土了76件陶磁器、金屬製品（22枚古錢、18件銅製品和279件鐵製品）、硯和磨刀石等8件石製品以及木製品，其中陶磁器包括中國南方出產的青瓷和白瓷等等，也有越前和珠洲等地的陶器，大多是15世紀初的產物，15世紀中至後半時期的則僅有少量。

## 外部連結
- . kotobank （日语）.
- . kotobank （日语）.
- （函館市）
- （北海道文化資源數據庫）
- （東北新社）